# Rabha El Haymar

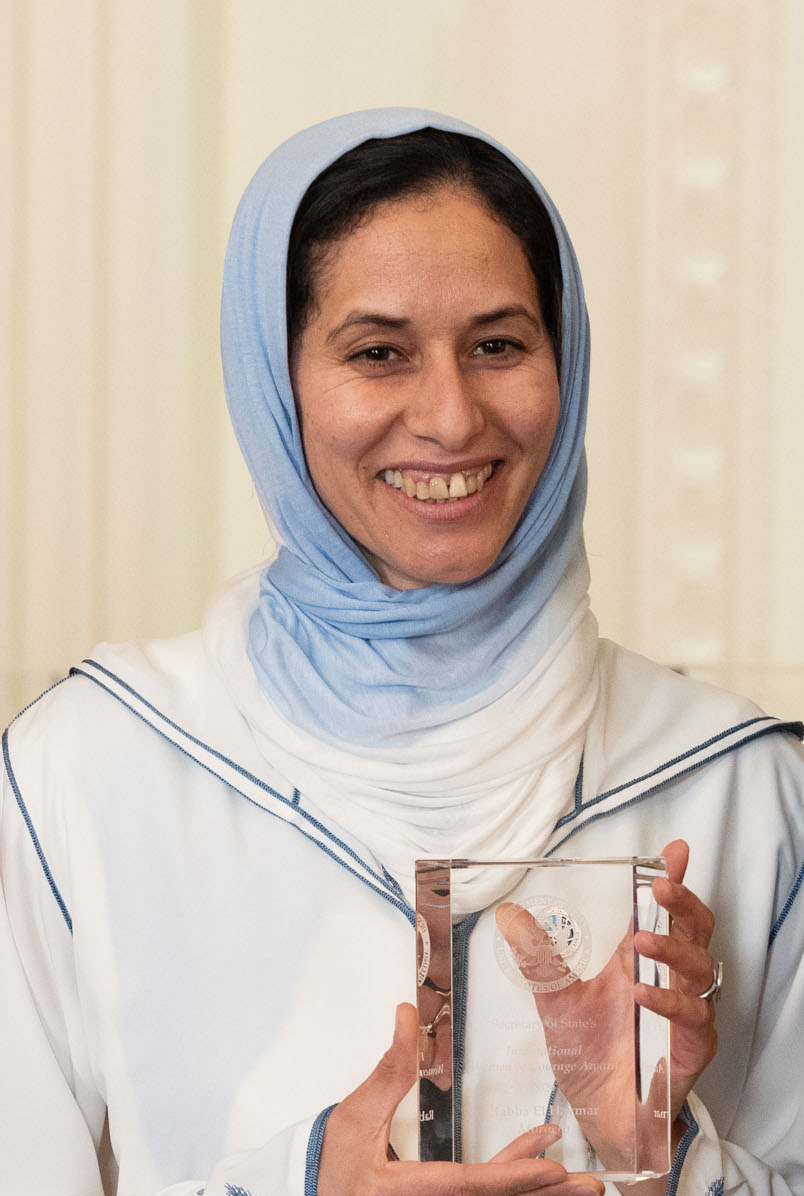
Rabha El Haymar

Rabha El Haymar (arabisch رابحة الحيمر) ist eine marokkanische Menschenrechtlerin, die 2024 mit dem International Women of Courage Award des US-Außenministeriums ausgezeichnet wurde. Internationale Aufmerksamkeit erlangte sie durch ihren mutigen Einsatz für die rechtliche Anerkennung ihrer Tochter, die außerhalb einer traditionellen Ehe geboren wurde.

## Leben
El Haymar stammt aus Marokko und wurde durch eine persönliche Krise zu ihrer späteren Rolle als Menschenrechtlerin motiviert: Sie war ledig, als ihre Tochter geboren wurde, was in Marokko häufig zum Ausschluss von grundlegenden Rechten führt. Um ihrer Tochter ein Leben ohne Diskriminierung zu ermöglichen, bemühte sich El Haymar um eine gerichtliche Anerkennung ihrer traditionellen Ehe.
Diesen juristischen Kampf führte sie mithilfe der Reformen im marokkanischen Familienrecht, insbesondere des sogenannten Moudawana, die 2004 unter König Mohammed VI. eingeführt worden waren. Die Reform gewährte Frauen unter anderem das Recht auf Scheidung, gleichen Zugang zu Sorgerechten und die Anerkennung von Kindern, die außerhalb der Ehe geboren wurden.
Ihr persönlicher Fall wurde schließlich zum Gegenstand des international beachteten Dokumentarfilms Bastards der britischen Regisseurin Deborah Perkin, der im marokkanischen Staatsfernsehen ausgestrahlt und auf Filmfestivals weltweit gezeigt wurde.

## Wirken
El Haymars Einsatz hatte über ihren eigenen Fall hinaus große Bedeutung, da sie durch ihren öffentlichen Einsatz anderen Frauen Mut machte, ähnliche Wege zu gehen. Ihre Geschichte wurde zu einem Symbol für die Möglichkeiten, die durch die Familienrechtsreform von 2004 geschaffen wurden, und war zugleich ein Appell an deren konsequente Umsetzung und Weiterentwicklung.
Im März 2024 wurde sie im Weißen Haus in Washington, D.C. mit dem International Women of Courage Award ausgezeichnet. Die Auszeichnung wird jährlich an Frauen vergeben, die sich unter persönlichem Risiko für Menschenrechte, Gleichstellung und soziale Gerechtigkeit einsetzen. Während der Verleihung betonte El Haymar, dass der gemeinsame Nenner aller geehrten Frauen der Mut und die Resilienz sei, die sie auf ihren jeweiligen Wegen zeigten.
US-Botschafter Puneet Talwar würdigte El Haymar als eine „entschlossene und mutige Frau“, die vielen Menschen Inspiration biete – insbesondere im Kontext der gesellschaftlichen Modernisierung Marokkos unter der Führung von König Mohammed VI. Auch Marokkos Botschafter in den Vereinigten Staaten, Youssef Amrani, sah in ihrer Auszeichnung eine Bestätigung der Reformdynamik im Bereich der Frauenrechte, die das Land in den Jahren zuvor erlebt habe.
El Haymar selbst äußerte die Hoffnung, dass die von König Mohammed VI. angestoßene Überarbeitung des Familienrechts künftig alle Frauen und Kinder umfassend schützen und ihnen Gleichberechtigung garantieren werde.